# Charinus dhofarensis
Charinus dhofarensis är en spindeldjursart som beskrevs av Weygoldt, Pohl och Polak 2002. Charinus dhofarensis ingår i släktet Charinus och familjen Charinidae. Inga underarter finns listade i Catalogue of Life.